# Rognosa d'Etiache
La Rognosa d'Etiache (3.382 m s.l.m.) è la seconda vetta per altezza del gruppo delle Alpi Cozie Settentrionali (dette Alpi del Moncenisio). La cima si trova a poca distanza dal confine tra l'Italia e la Francia, ma interamente in territorio italiano.

## Caratteristiche

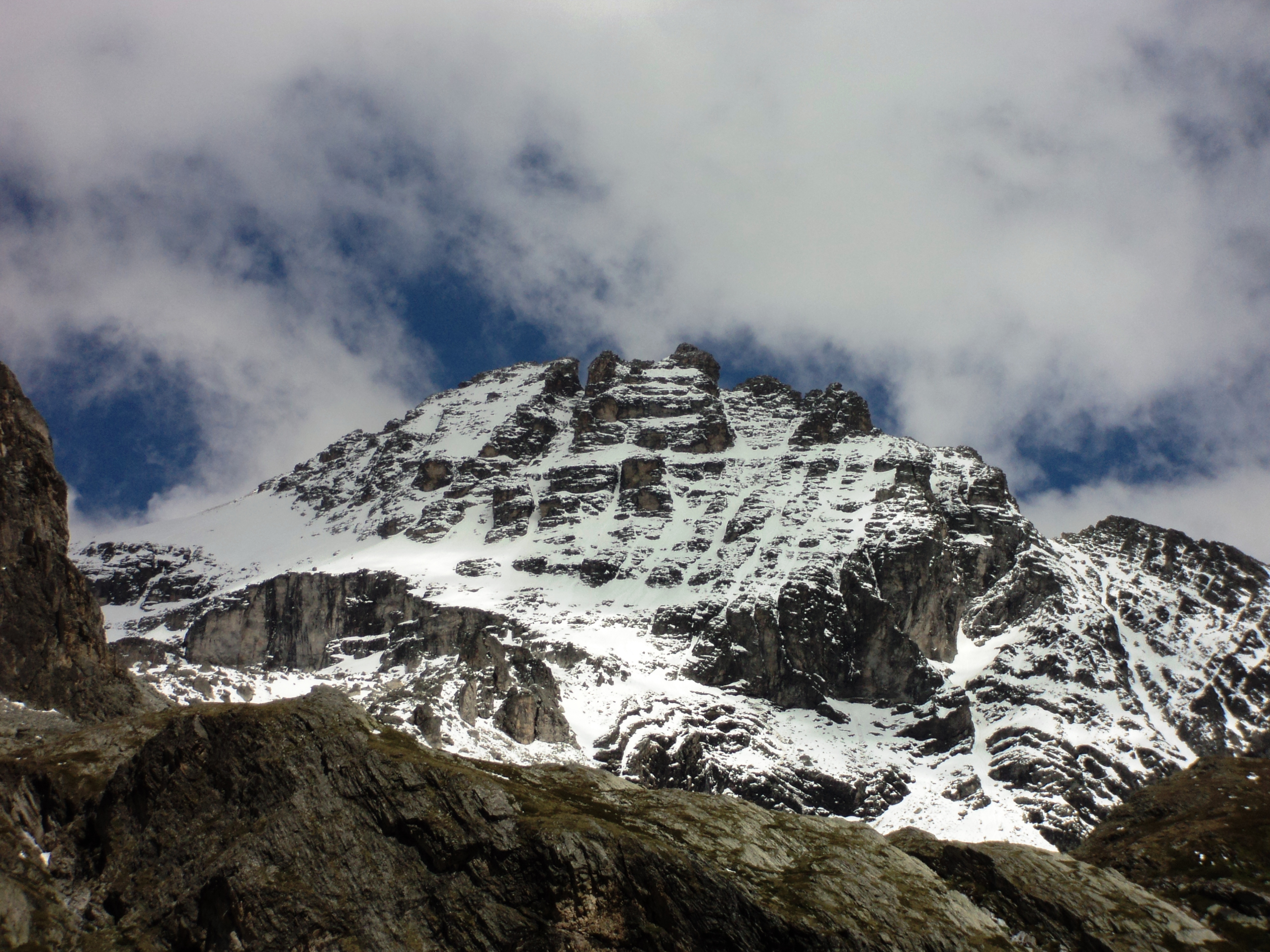
La Rognosa d'Etiache vista dal Rifugio Scarfiotti.

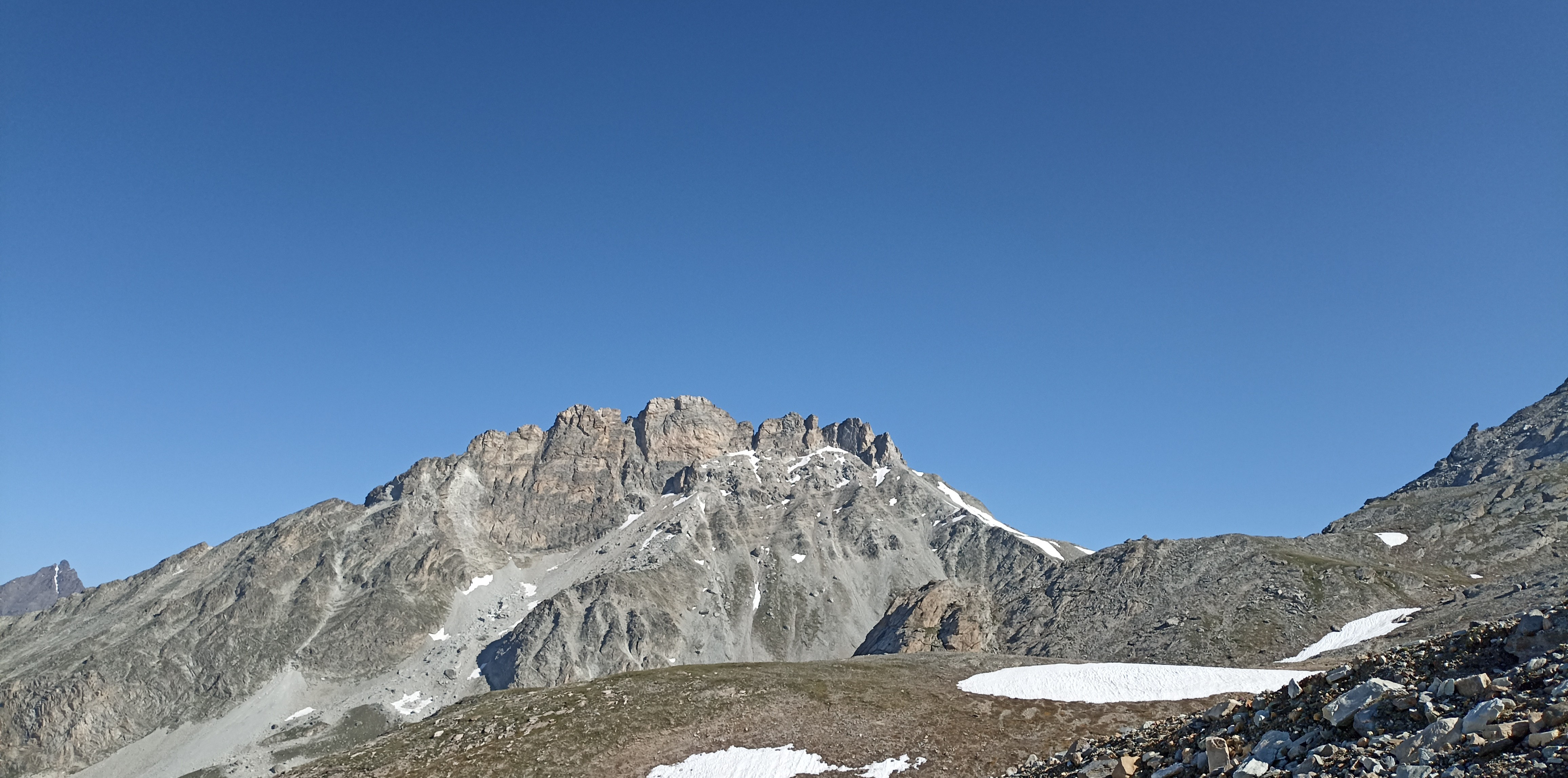
la montagna vista salendo alla Punta Sommeiller.

La montagna si trova lungo la linea di montagne che dalla Pierre Menue (ad occidente) attraverso il Gros Peyron e la Rognosa d'Etiache conduce alla Punta Sommeiller. Dal versante italiano chiude il Vallone di Rochemolles (vallone che scende a Bardonecchia) mentre dal versante francese domina il Vallon d'Etache che scende verso Bramans.
La montagna si presenta come una cresta particolarmente incisa ed orientata da nord-est a sud-ovest e che forma due vette principali: la Punta Nord-est (3.376 m) e la Punta Sud-ovest (3.382 m). La cresta si prolunga ancora verso sud-ovest formando la Torre Maria Celeste (3.342 m) 

## Salita alla vetta
La via normale per l'accesso alla vetta è di tipo alpinistico. L'accesso dal versante italiano può iniziare da Bardonecchia percorrendo la stretta valle di Rochemolles e raggiungendo, anche in auto, il Rifugio Scarfiotti. Dopo il rifugio a sx per un ripido e a tratti malsegnalato sentiero si prosegue fino al colle e poi alla vetta su cresta rocciosa (F).

## Cartografia
- Cartografia ufficiale italiana dell'Istituto Geografico Militare (IGM) in scala 1:25.000 e 1:100.000, consultabile on line
- Cartografia ufficiale francese dell'Institut géographique national (IGN), consultabile online
- Istituto Geografico Centrale - Carta dei sentieri e dei rifugi scala 1:50.000 n. 1 Valli di Susa Chisone e Germanasca